# Waldmaikäfer

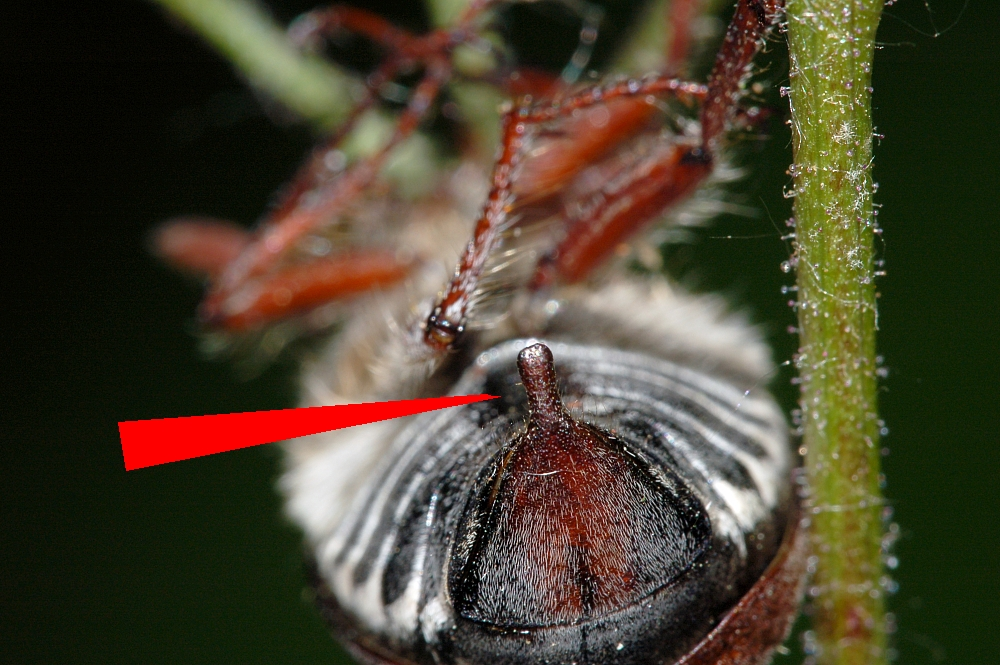
Telson des Waldmaikäfers

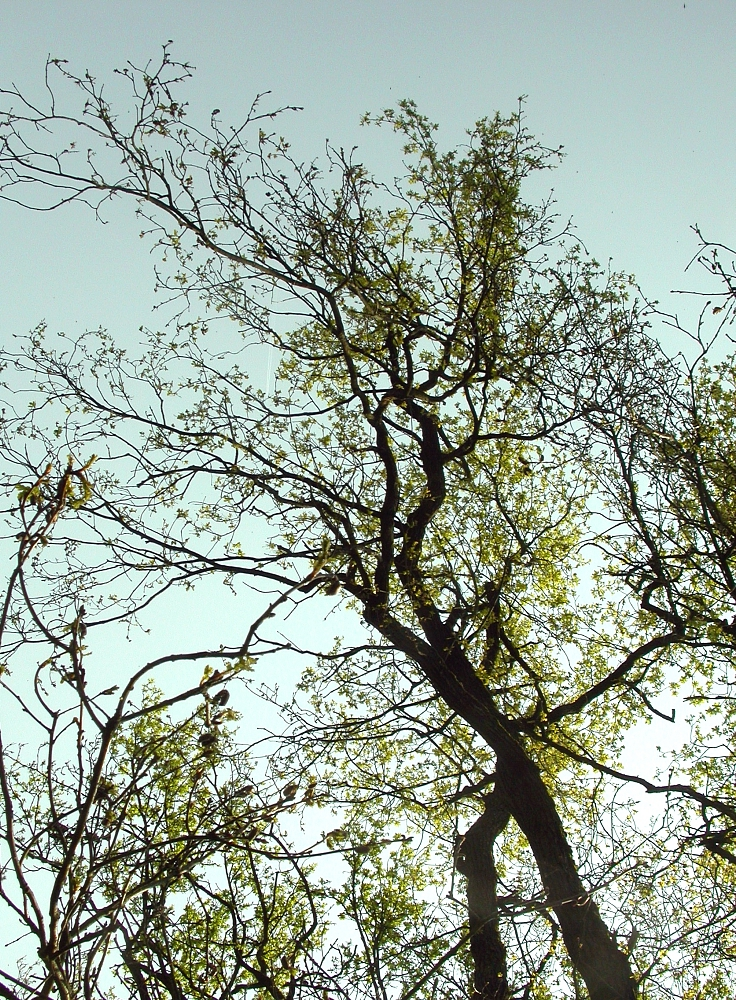
Fraßschäden an einer Eiche

Der Waldmaikäfer (Melolontha hippocastani) ist ein Käfer aus der Familie der Blatthornkäfer (Scarabaeidae). Er ist nach dem Feldmaikäfer (Melolontha melolontha) die zweithäufigste Art der Gattung der Maikäfer (Melolontha) in Mitteleuropa.

## Merkmale
Waldmaikäfer werden 22 bis 26 mm lang. Die Färbung von Kopf und Brust ist meist braun, kann aber auch deutlich dunkler ausfallen. Auch dieser Maikäfer besitzt die typischen weißen Haardreiecke an den Seiten des Hinterleibs (Abdomen). Das Ende des Hinterleibs (Telson) ist ebenso schmal auslaufend wie beim Feldmaikäfer, doch ist die Spitze etwas knotig erweitert – beim Weibchen etwas weniger deutlich. Bei der Bestimmung ist ein Vergleich mit sicher bestimmten Exemplaren zu empfehlen. Die dritte Art in Mitteleuropa ist Melolontha pectoralis, dessen Telson aber stumpf endet und der nur den äußersten Südwesten bewohnt.

## Verbreitung
Die Art ist eurosibirisch verbreitet und bevorzugt sandige Waldgebiete und Heideflächen. In Europa ist der Waldmaikäfer besonders häufig im Osten und Norden, so auch in den Sandgebieten der Oberrheinebene. Nach Massenvorkommen (Kalamitäten) in den letzten Jahren in Süddeutschland ist der Käfer wieder stärker in das Bewusstsein der Bevölkerung geraten, und daher werden Angaben zur Verbreitung wieder gesammelt.

## Entwicklung und Nahrung
Die erwachsenen Tiere (Imagines) sind im Mai und Juni aktiv, d. h., sie fressen den ersten Blatttrieb von Eichen und anderen Laubgehölzen (z. B. auch Ahorn und Buche) – wenn nichts mehr da ist, sind selbst Nadelbäume nicht sicher. Dabei sind die Bäume betroffener Flächen voll von Käfern, die auch regelmäßig herumfliegen und so Besucher irritieren. Die Ausscheidungen fallen in großen Mengen von den Bäumen, und es entsteht ein Geräusch wie bei leichtem Regen.
Diese periodischen Massenauftreten helfen den Waldmaikäfern, ihren natürlichen Feinden überwiegend zu entgehen, da diese nicht im gleichen Maße so gehäuft an der richtigen Stelle auftreten können. Noch stärker ausgebildet ist diese Art des Schutzes vor Räubern durch Massenauftreten bei den Periodischen Zikaden der Gattung Magicicada.
Die durch massenhaften Befall geschädigten Bäume retten sich nach Vernichtung ihres Blattwerks mit dem sogenannten Johannistrieb.
Die Weibchen der Käfer legen zweimal bis zu 30 Eier in den Boden, wo sich die Larven (Engerlinge) während einer drei- bis fünfjährigen Entwicklungszeit von den Wurzeln verschiedener Pflanzen ernähren.

## Bekämpfung
Durch die lange Entwicklungszeit kommt es regional immer wieder zu Kalamitäten, die von der Forstwirtschaft bekämpft werden, wobei die Larven den entscheidenden Schaden verursachen. Dabei kommen nicht selten Gifte zum Einsatz, die weit mehr als die Käfer töten. Bis heute sind die Folgen, z. B. des Einsatzes von DDT, auch für den Menschen spürbar. Die Biologische Bundesanstalt für Land- und Forstwirtschaft verfolgt weiterhin das Ziel der möglichst selektiven und begrenzten Bekämpfung der Larven, seit den 90er Jahren etwa mit Pilzsporen in Südhessen. Das Problem hat in manchen Landesteilen auch deshalb zugenommen, da die Wälder bereits aus anderen Gründen gestresst sind (Wassermangel durch Grundwasserabsenkung, Luftschadstoffe etc.).

## Nutzen
Nicht nur der Mensch hat solche Massenvorkommen in der Vergangenheit auch für sich, z. B. zur Viehfütterung, zu nutzen gewusst, zahlreichen Tieren dienen die erwachsenen Käfer und die Larven als wichtige Nahrungsgrundlage. Auch manche parasitisch lebenden Insekten sind auf Engerlinge angewiesen, wie z. B. manche Raubfliegenarten.
Übrigens wird durch eine Kalamität zwar das Dickenwachstum des betroffenen Baumes reduziert, dafür bildet sich aber härteres Holz.